# Cinema Insieme
Cinema Insieme è stato un programma contenitore di film trasmesso da Rai 1 tra il 1989 e il 1996.
Il ciclo sostituiva Al cinema in famiglia - Appuntamento con Walt Disney e prevedeva la trasmissione di una serie di diversi generi cinematografici: dall'animazione all'avventura, dalla commedia al poliziesco, fino ad arrivare al western. I film trasmessi erano perlopiù Classici Disney e film in costume prodotti sempre dalla Walt Disney, anche se non mancarono lungometraggi al di fuori della casa di Topolino, come Brisby e il segreto di NIMH  e Fievel sbarca in America. 
In due occasioni, nell'intervallo tra primo e secondo tempo, andava in onda una striscia legata a dei concorsi a premi organizzati dal periodico Topolino: nel 1989-90 ci fu Topotombola Upim, presentato dalla cantante e attrice Romina Power; nel 1991-92 fu lanciato Topofortuna, presentato da Arianna Bergamaschi, giovane cantante all'epoca testimonial Disney e ora protagonista di vari musical.